# Antti Pusa
Antti Pusa (* 7. November 1988 in Käppäselkä, Sowjetunion) ist ein ehemaliger finnischer Eishockeyspieler, der auf der Position des Flügelstürmers eingesetzt wurde.

## Karriere
Antti Pusa durchlief die Nachwuchsmannschaften des Clubs Turun Palloseura (TPS) und spielte anschließend für die U20- und Kampfmannschaft des finnischen Zweitligisten TuTo Hockey, mit dem er 2008 den Meistertitel feiern konnte. Bis 2010 bestritt er noch eine Spielzeit beim Ligagegner HeKi, ehe er 2010/11 für die französischen Mannschaften Montpellier Hockey und Ours de Villard-de-Lans auflief.
Die Saison 2011/12 bestritt er beim slowenischen Verein HK Jesenice in der Erste Bank Eishockey Liga (EBEL), wobei er Slowenischer Vizemeister, sowie Topscorer (37 Punkte) und bester Torschütze (16 Treffer) des Vereines wurde. Darüber hinaus hatte er mit 174 Strafminuten auch die meisten Penalty Minutes aller Saisons seiner Karriere erzielt.
Im April 2012 wurde Pusa vom österreichischen Ligagegner EC VSV unter dem finnischen Cheftrainer Hannu Järvenpää unter Vertrag genommen und entwickelte sich zu einem Publikumsliebling, der 36 Punkte erreichte und mit seinen 28 Torvorlagen zu den besten Assistgebern der Liga gehörte. Mit den Villachern erkämpfte er den vierten Platz der Hauptrunde und das Viertelfinale der Playoffs.
Nachdem er vom VSV keinen neuen Vertrag erhalten hatte, begann er 2013/14 beim dänischen Erstligisten Herning Blue Fox, beendete die Saison aber bei TuTo Hockey. 2014/15 spielte er noch für die Quad City Mallards in der amerikanischen East Coast Hockey League (ECHL), wo er 15 Punkte in 28 Partien beisteuerte.

## Sonstiges
Antti Pusa wurde auf dem Gebiet der ehemaligen Sowjetunion geboren und kam im Alter von fünf Jahren mit seinen Eltern und seinem Bruder nach Finnland, wo seine Großeltern lebten. Er war nach Pentti Hyytiäinen der erst zweite Finne in der Vereinsgeschichte des EC VSV.